# Johann Heinrich Rudolph
Johann Heinrich Rudolph (russisch Иван Яковлевич Рудольф, * 1744 in Jena; † 19. Augustjul. / 31. August 1809greg. in Sankt Petersburg) war ein deutsch-russischer Botaniker und Mediziner. Sein botanisches Autorenkürzel lautet „Rudolph“.

## Leben
Rudolph studierte ab 1771 an der Universität seiner Geburtsstadt Jena Mathematik, Philosophie und Naturwissenschaften. Zu seinen Lehrern gehörten unter anderen die Naturforscher Johann Ernst Basilius Wiedeburg und Lorenz Johann Daniel Suckow sowie die Philosophen Justus Christian Hennings und Johann August Heinrich Ulrich. Nach Beendigung des Studiums wechselte er zur Medizin und Botanik und wurde 1781 mit einer Arbeit zur Pflanzenwelt seiner Heimatstadt Jena promoviert.
1782 erhielt er eine Einladung aus Sankt Petersburg, die er 1783 annahm und zunächst als Arzt in einer Kleinstadt praktizierte. 1784 kehrte er nach Sankt Petersburg zurück und wurde Professor am neu gegründeten Medizinisch-Chirurgischen Institut (Kalinkin-Institut), wo ausschließlich in deutscher Sprache gelehrt wurde. Mit einer kurzen Unterbrechung war er bis zu seiner Emeritierung dort tätig. Außerdem war er praktizierender Arzt am Krankenhaus des Instituts. Außer seiner Tätigkeit als Mediziner leitete er für mehrere Jahre den
Botanischen Garten St. Petersburg, für den die Medizinisch-Chirurgische Akademie zuständig war, und nahm an wissenschaftlichen Expeditionen teil.
1797 wurde er Ehrenmitglied und 1804 ordentliches Mitglied für Botanik der Russischen Akademie der Wissenschaften. Seit 1801 war er Mitglied der Linnean Society of London.